# Holzheim (bei Dillingen an der Donau)
Holzheim ist eine Gemeinde im schwäbischen Landkreis Dillingen an der Donau.

## Geographie
Die Gemeinde liegt im Süden des Landkreises Dillingen an der Donau und grenzt dort an den Landkreis Augsburg.
Die Gemeinde hat sechs Gemeindeteile (in Klammern ist der Siedlungstyp angegeben):
- Altenbaindt (Pfarrdorf)
- Ellerbach (Pfarrdorf)
- Eppisburg (Pfarrdorf)
- Fultenbach (Dorf)
- Holzheim (Pfarrdorf)
- Weisingen (Pfarrdorf)

Es gibt die Gemarkungen Altenbaindt, Ellerbach, Eppisburg, Holzheim und Weisingen.
Nachbarstädte und größere Nachbarorte
| Gundelfingen, Heidenheim 13 km, 33 km | Dillingen, Nördlingen 9 km, 38 km | Donauwörth, Neuburg, Ingolstadt 30 km, 55 km, 71 km |
| Günzburg, Ulm 20 km, 41 km            |                                   | Wertingen, Meitingen 13 km, 24 km                   |
| Burgau 13 km                          | Zusmarshausen 14 km               | Augsburg, München 32 km, 85 km                      |

## Geschichte

### Frühgeschichte und Ursprünge
Die ältesten archäologischen Funde aus der Gemarkung Holzheim stammen aus der Spätbronzezeit und der Hallstattzeit, darunter Grabhügel beim ehemaligen Ziegelstadel. Ebenfalls belegt sind Funde aus der Römerzeit, wobei die heutige Straße Offingen-Wertingen weitgehend dem Verlauf der römischen Donausüdstraße zwischen Guntia (Günzburg) und Summuntorium (Kastell Burghöfe) folgt.
Holzheim wurde vermutlich im 7. Jahrhundert gegründet, wie Reihengräber im westlichen Ortsbereich belegen. Der Ortsname gehört zu den schematisch gebildeten „-heim“-Namen und bedeutet „Heim am Holz/Wald“, was auf das südlich gelegene Waldgebiet „Holzwinkel“ hinweist. Fränkische Einflüsse bei der Ortsgründung sind möglich, worauf der Ortsname sowie das Martinspatrozinium der Pfarrkirche hindeuten könnten.

### Mittelalter
Holzheim wird erstmals 1150 in schriftlichen Quellen erwähnt. Die Pfarrkirche des Ortes kam vor 1220 an das Domkapitel Augsburg, das im Laufe der Zeit weiteren Besitz erwarb, darunter 1303 den Widemhof, den Maierhof, einen weiteren Hof und ein Gut. Vogteirechte, die zunächst der Herrschaft Rechberg und den Marschällen von Biberbach gehörten, gingen 1311 und 1315 sowie über den Herzog von Teck 1360 ebenfalls an das Domkapitel. Dieses besaß 1492 insgesamt 42 Hofstätten in Holzheim und richtete dort ein Vogtamt ein, das später als Obervogtamt bezeichnet wurde.
Ein kleiner Adelssitz existierte in Holzheim, der zunächst den Herren von Holzheim gehörte. Ein Liutfrid von Holzheim wird um 1150 genannt. Später ging der Burgstall an die Familie Bloß zu Holzheim und 1364 an das Domkapitel Augsburg. Die Burg befand sich vermutlich auf dem Sebastiansberg, wo später die Sebastianskapelle errichtet wurde. Um 1492 bestand der Ort aus etwa 58 Hofstätten, die Zahl der Wohnhäuser wuchs bis 1812 auf 109 und bis 1961 auf 163 Wohngebäude.

### Pfarrei und Kirchen
Holzheim ist Sitz einer sehr alten Pfarrei, zu der bis 1862 die Orte Eppisburg, Heudorf, ein Teil von Weisingen sowie die Demharthöfe gehörten. Möglicherweise waren im Früh- und Hochmittelalter auch die späteren Pfarreien Altenbaindt und Glött Teil dieser Pfarrei. Die Pfarrkirche, umgeben von einem Wehrfriedhof, hat einen vermutlich romanischen Turm im Unterbau, während Chor und Langhaus spätgotisch (um 1509) sind. Das Langhaus wurde 1759 verlängert und verändert. Auf dem Sebastiansberg erhebt sich die Sebastianskapelle, die im 18. Jahrhundert eine Klause beherbergte.

### Gemeinde
Holzheim, das Kloster Fultenbach und seine heutigen Gemeindeteile gehörten bis 1803 zum Domstift Augsburg. Im Zuge der Säkularisation 1802/03 fiel der Ort an Bayern und wurde am 1. Juni 1804 dem Landgericht Dillingen zugeteilt. Mit dem Gemeindeedikt von 1818 entstand die Gemeinde Holzheim. Im Rahmen der Gebietsreform in Bayern wurde am 1. Januar 1975 die Gemeinde Ellerbach eingegliedert. Am 1. Mai 1978 kamen Eppisburg und Weisingen (mit dem am 1. Oktober 1970 eingemeindeten Altenbaindt) hinzu.

### Einwohnerentwicklung
| Jahr      | 1961 | 1970 | 1987 | 1991 | 1995 | 2000 | 2005 | 2010 | 2015 | 2020 |
| Einwohner | 2583 | 2780 | 3240 | 3478 | 3692 | 3732 | 3761 | 3735 | 3692 | 3696 |

Zwischen 1988 und 2018 wuchs die Gemeinde von 3269 auf 3660 um 391 Einwohner bzw. um zwölf Prozent.

## Politik

### Gemeinderat

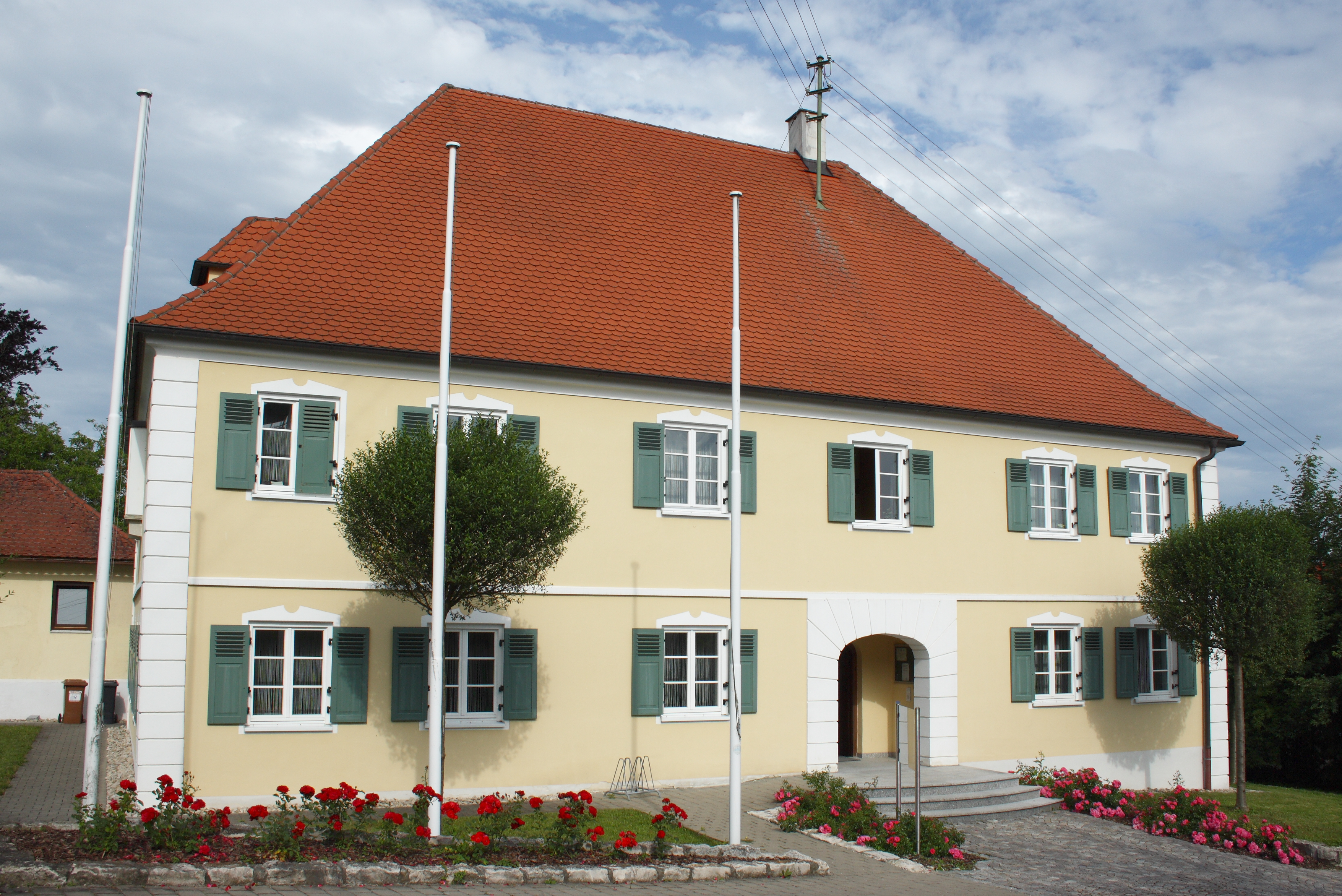
Das ehemalige Pflegamt und heutige Rathaus der Gemeinde Holzheim.

Der Gemeinderat hat 16 Mitglieder. Die Kommunalwahl am 15. März 2020 erbrachte folgendes Ergebnis:
| Parteien und Wählergemeinschaften            | % 2020 | Sitze 2020 | % 2014 | Sitze 2014 | % 2008 | Sitze 2008 | % 2002 | Sitze 2002 |
| -------------------------------------------- | ------ | ---------- | ------ | ---------- | ------ | ---------- | ------ | ---------- |
| Wählervereinigung Holzheim                   | 37,8   | 6          | 38,0   | 6          | 34,5   | 6          | 33,5   | 6          |
| Freie Wählergemeinschaft Weisingen           | 29,0   | 5          | 27,7   | 5          | 29,4   | 5          | 33,5   | 5          |
| Wahlgemeinschaft Eppisburg                   | 20,0   | 3          | 20,1   | 3          | 20,6   | 3          | 17,2   | 3          |
| Freie Wählervereinigung Ellerbach-Fultenbach | 13,2   | 2          | 14,3   | 2          | 15,5   | 2          | 15,8   | 2          |
| Gesamt                                       | 100,0  | 16         | 100,0  | 16         | 100,0  | 16         | 100,0  | 16         |
| Wahlbeteiligung in %                         | 62,9   | 62,9       | 55,5   | 55,5       | 63,3   | 63,3       | 66,8   | 66,8       |

### Bürgermeister
Erster Bürgermeister ist seit Mai 2020 Simon Peter, der von drei freien Wählergruppen nominiert und als einziger Bewerber mit 93,14 % gewählt wurde. Vorgänger von Mai 1990 bis April 2020 war Erhard Friegel (WV/FWG/FWV), der nicht mehr zur Bürgermeisterwahl 2020 angetreten ist.
| Jahr | Kandidaten     | Partei   | Ergebnis in % | Wahlbeteiligung in % |
| ---- | -------------- | -------- | ------------- | -------------------- |
| 2020 | Simon Peter    | WVH/FWGW | 93,14         | 62,80                |
| 2014 | Erhard Friegel | WVH/FWGW | 94,32         | 55,48                |
| 2008 | Erhard Friegel | WVH/FWGW | 94,36         | 63,29                |

### Gemeindefinanzen
Im Jahr 2011 betrugen die Gemeindesteuereinnahmen 2.192.000 €, davon waren 410.000 € Gewerbesteuereinnahmen (netto). Die Gemeinde ist zurzeit schuldenfrei.

### Wappen
| Wappen von Holzheim (bei Dillingen an der Donau) | Blasonierung: „Unter von Rot und Silber gespaltenem Schildhaupt gespalten von Silber und Blau; vorne ein linksgewendeter, golden gekrönter und bewehrter blauer Löwe, hinten drei sechsstrahlige goldene Sterne schräg hintereinander.“ |
| Wappen von Holzheim (bei Dillingen an der Donau) | Wappenbegründung: Der rot-silber gespaltene Schildhaupt symbolisiert die frühere Zugehörigkeit zum Hochstift Augsburg (bis 1803). Der Löwe der vorderen Wappenhälfte ist dem gräflichen Adelmannschen Wappen entnommen, da der Humanist Konrad Adelmann von Adelmannsfelden in Holzheim lebte und hier 1547 verstarb. Die drei Sterne auf blauem Grund sind dem Wappen des, aus Holzheim stammenden, Abtes Michael Dobler von Deggingen entnommen. Dieses Wappen wird seit 1967 geführt. |

## Sehenswürdigkeiten
- katholische Pfarrkirche St. Martin im Gemeindeteil Holzheim
- katholische Kapelle St. Sebastian im Gemeindeteil Holzheim
- katholische Pfarrkirche St. Sixtus im Gemeindeteil Weisingen
- katholische Pfarrkirche St. Peter und Paul im Gemeindeteil Ellerbach
- katholische Pfarrkirche St. Stephan im Gemeindeteil Altenbaindt
- katholische Pfarrkirche St. Nikolaus im Gemeindeteil Eppisburg

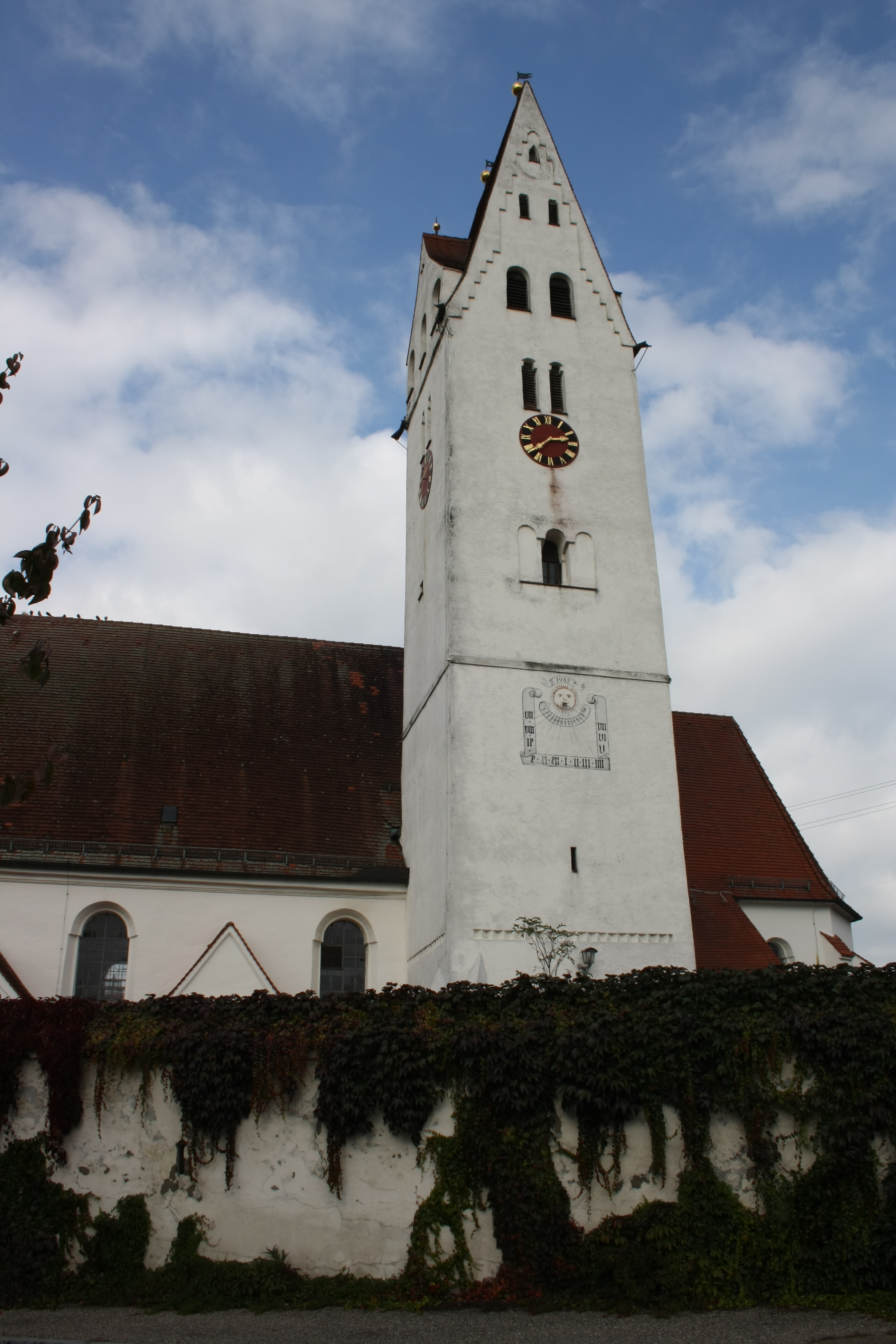
St. Martin in Holzheim
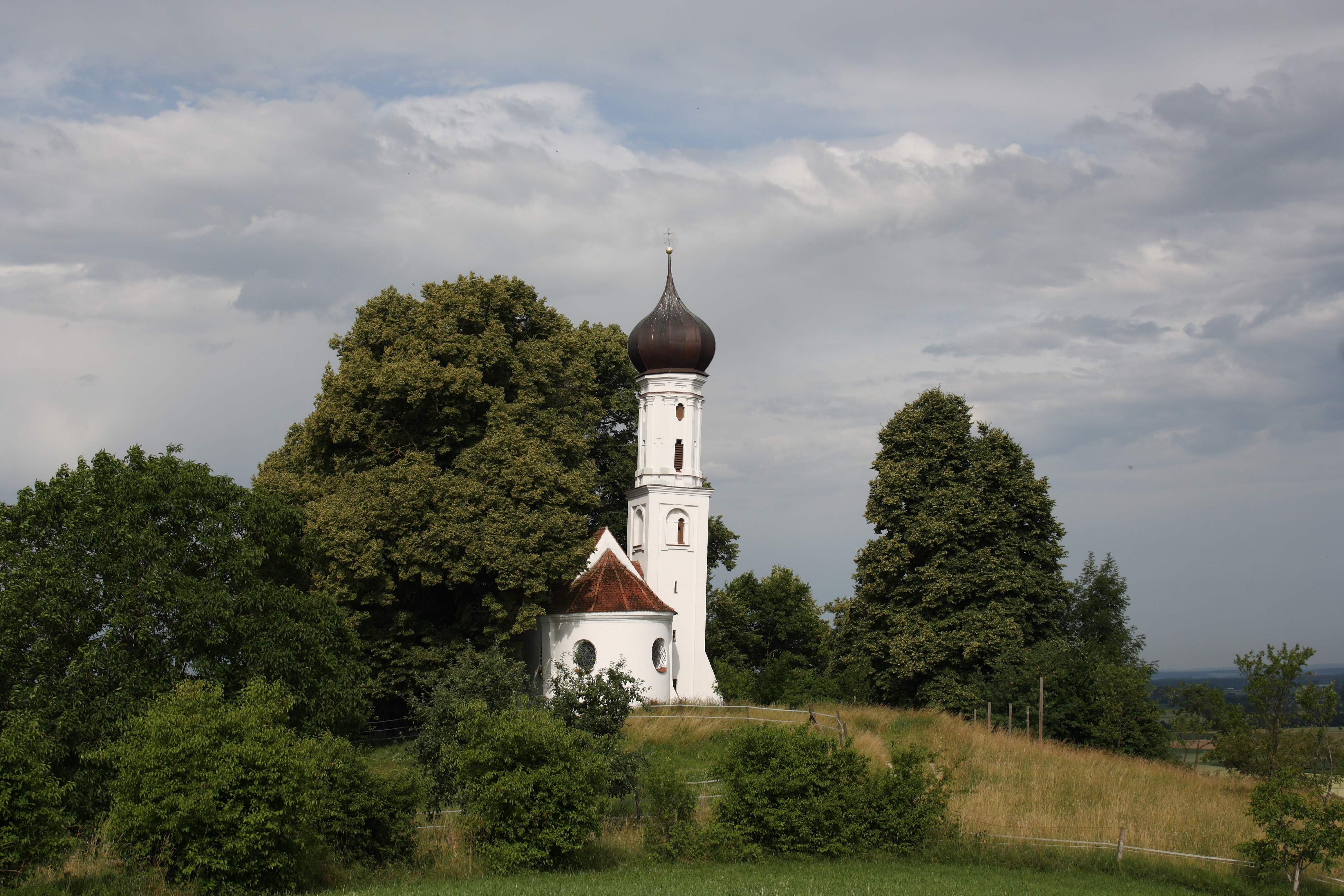
Kapelle St. Sebastian in Holzheim
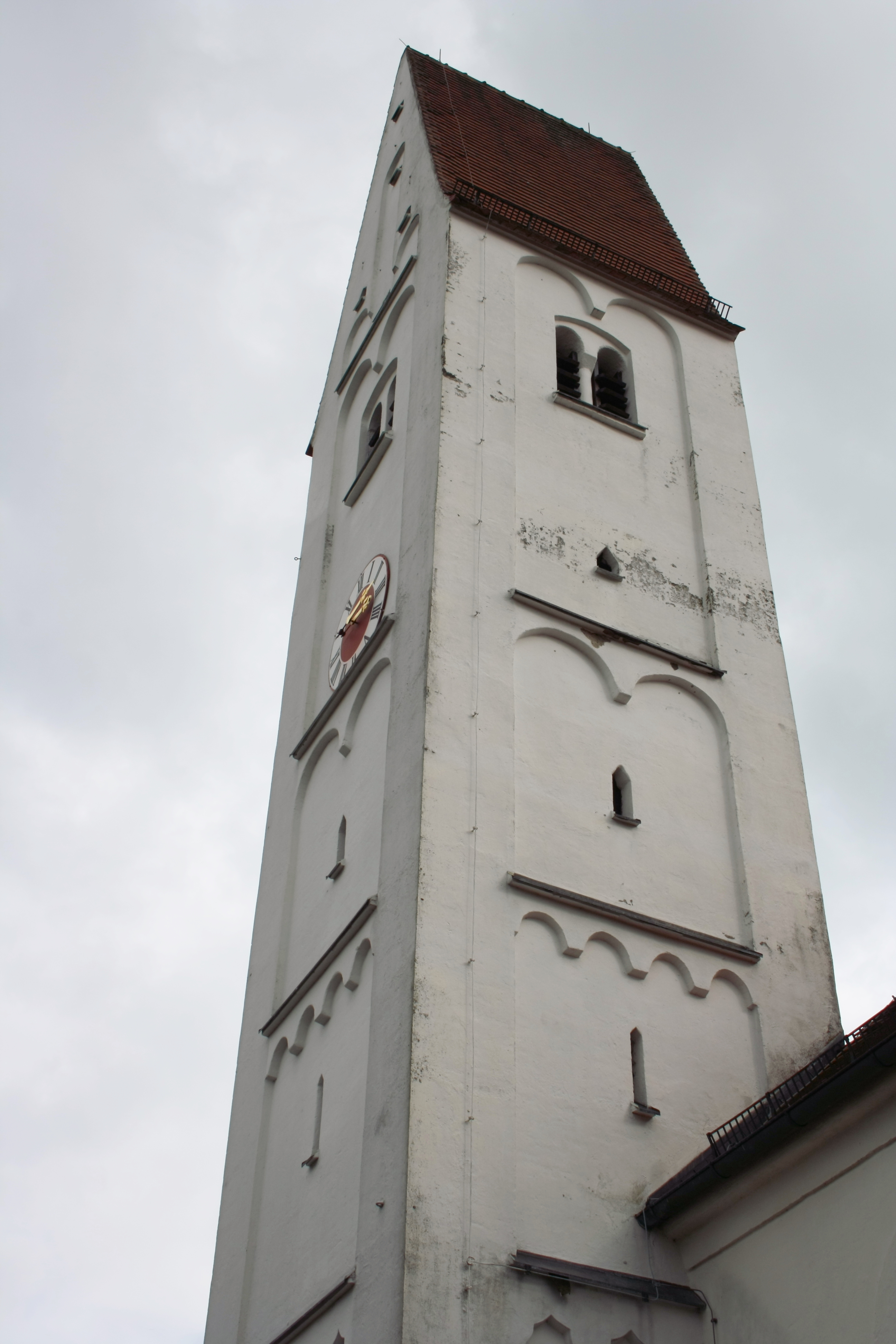
St. Peter und Paul in Ellerbach
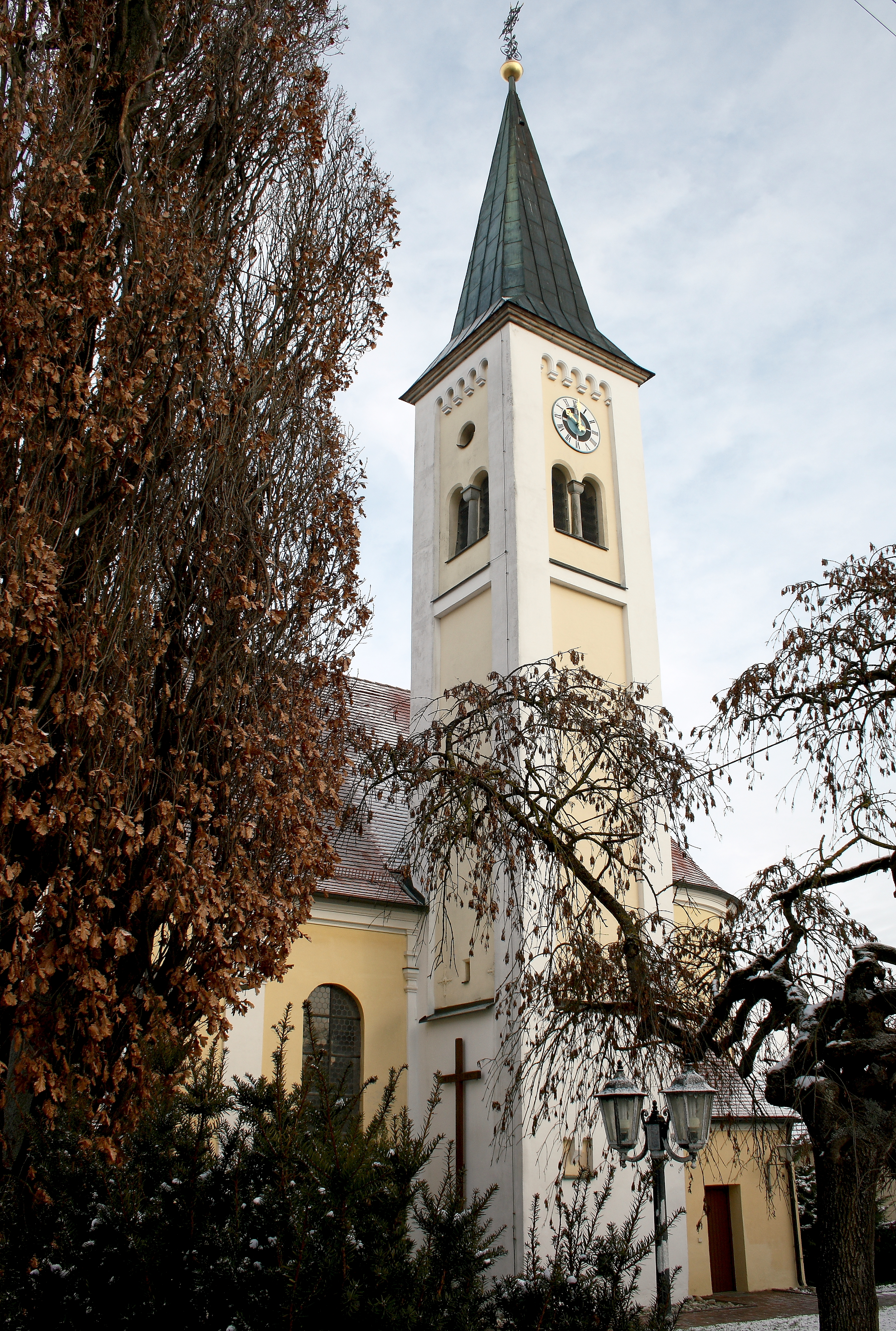
St. Sixtus in Weisingen

## Wirtschaft und Infrastruktur

### Wirtschaft
Die Raiffeisenbank Aschberg bestand seit 1989 und fusionierte im Jahr 2023 mit der VR-Bank Donau-Mindel eG.
Es gab 2024 410 Gewerbebetriebe aufgeteilt auf:
| Anteil | Gewerbe                   |
| ------ | ------------------------- |
| 2 %    | Industrie                 |
| 18 %   | Handwerk                  |
| 30 %   | Handel                    |
| 50 %   | sonstige Dienstleistungen |

2010 bestanden zudem 63 landwirtschaftliche Betriebe mit einer landwirtschaftlich genutzten Fläche von insgesamt 2059 ha, davon waren 1634 ha Ackerfläche und 425 ha Wiesen und Weiden.

### Bildung
Es gibt folgende Bildungseinrichtungen:
- einen Kindergarten mit 112 Plätzen in 4 Gruppen[17]
- eine Kinderkrippe[18]
- eine Grund- und Mittelschule (Aschbergschule), an der im Schuljahr 2023/24 300 Kinder von 21 Lehrkräften unterrichtet wurden.[19][20]
- vhs Aschberg (VG Holzheim mit den Gemeinden Holzheim, Glött, Aislingen) als Mitglied der Volkshochschule DonauZusam[21]

### Verkehr
Nächstgelegene Bahnhöfe sind Dillingen (Donau) an der Bahnstrecke Ingolstadt–Neuoffingen und Offingen an der Bahnstrecke Augsburg–Ulm. Mit dem Auto ist Dillingen über die Staatsstraßen 2028 und 2032 zu erreichen. Der nächste Autobahnanschluss liegt in Zusmarshausen (A 8) in etwa 18 km Entfernung. Die nächstgelegenen Flughäfen sind in Memmingen (rund 100 km), München und Stuttgart (jeweils rund 120 km).

## In Holzheim geboren
- Karl Alois Nack (1751–1828), Theologe und Geistlicher
- Julius Kollmann (1834–1918), Zoologe, Anthropologe und Anatom
- Ludwig Schrittenloher (1931–2024), Jurist und Kommunalpolitiker (CSU), Landrat von Freising (1966–1996)